# Lacabamba (distrito)
O Distrito peruano de Lacabamba é um dos onze distritos que formam a Província de Pallasca, situada no Ancash, pertencente à Região Ancash, Peru.

## Transporte
O distrito de Lacabamba é servido pela seguinte rodovia:
- AN-101, que liga a cidade de Pallasca ao distrito de Pampas[2][3][4]